# Maurice Cornette
Pour les articles homonymes, voir Cornette.
Maurice Cornette, né le 26 octobre 1918 à Ghyvelde (Nord) et décédé le 15 novembre 1983 à Bergues (Nord) est un vétérinaire et homme politique français.

## Biographie
Son père est artisan forgeron ; il est le second d’une famille de cinq enfants.
Il commence ses études à l’école communale où il est constamment premier, passe son certificat à Hondschoote. Les études secondaires, il les effectue au collège des Frères des Écoles chrétiennes, à Sluis, aux Pays-Bas en compagnie d’un de ses frères, Daniel. Une scolarité d’une grande régularité, le plus souvent en tête de classe. En 1936, l’année même de son baccalauréat, Maurice entra à l’École nationale vétérinaire d'Alfort. Il est major de sa promotion en seconde et troisième années. La guerre interrompt ses études. Il est mobilisé en 1939 et affecté dans le sud tunisien. Démobilisé, il termine ses études à Alfort et, en 1942, soutient sa thèse devant la Faculté de médecine de Paris.
Il s’installe comme vétérinaire à Bergues, autre petite ville flamande. En 1946, il épouse Monique Wemaere, fille de Paul Wemaere, maire d'Armbouts-Cappel et conseiller général du canton de Bergues ; candidat malheureux à la députation en 1928.
Passionné de recherches, il est vétérinaire conseil auprès de deux laboratoires de produits pharmaceutiques, chargé de rapports de synthèse à plusieurs congrès vétérinaires, membre du bureau du syndicat des vétérinaires. Ses diverses activités lui valent la croix de Chevalier du Mérite agricole.
Élu député de la circonscription de Bergues en 1967, il abandonne son métier de vétérinaire en 1969. Il est réélu en 1968, 1973, 1978, et 1981.
Maurice Cornette décéda à Bergues le 15 novembre 1983, après avoir lutté quatre années contre un cancer.

## Distinction
- Chevalier de l'ordre du Mérite agricole

## Hommage
- Une rue de Bergues porte son nom depuis le 29 mars 1985[3].
- Une rue de Bollezeele porte son nom depuis le janvier 1987.

- Une place porte aussi son nom à Ghyvelde depuis le 16 février 1986[4].

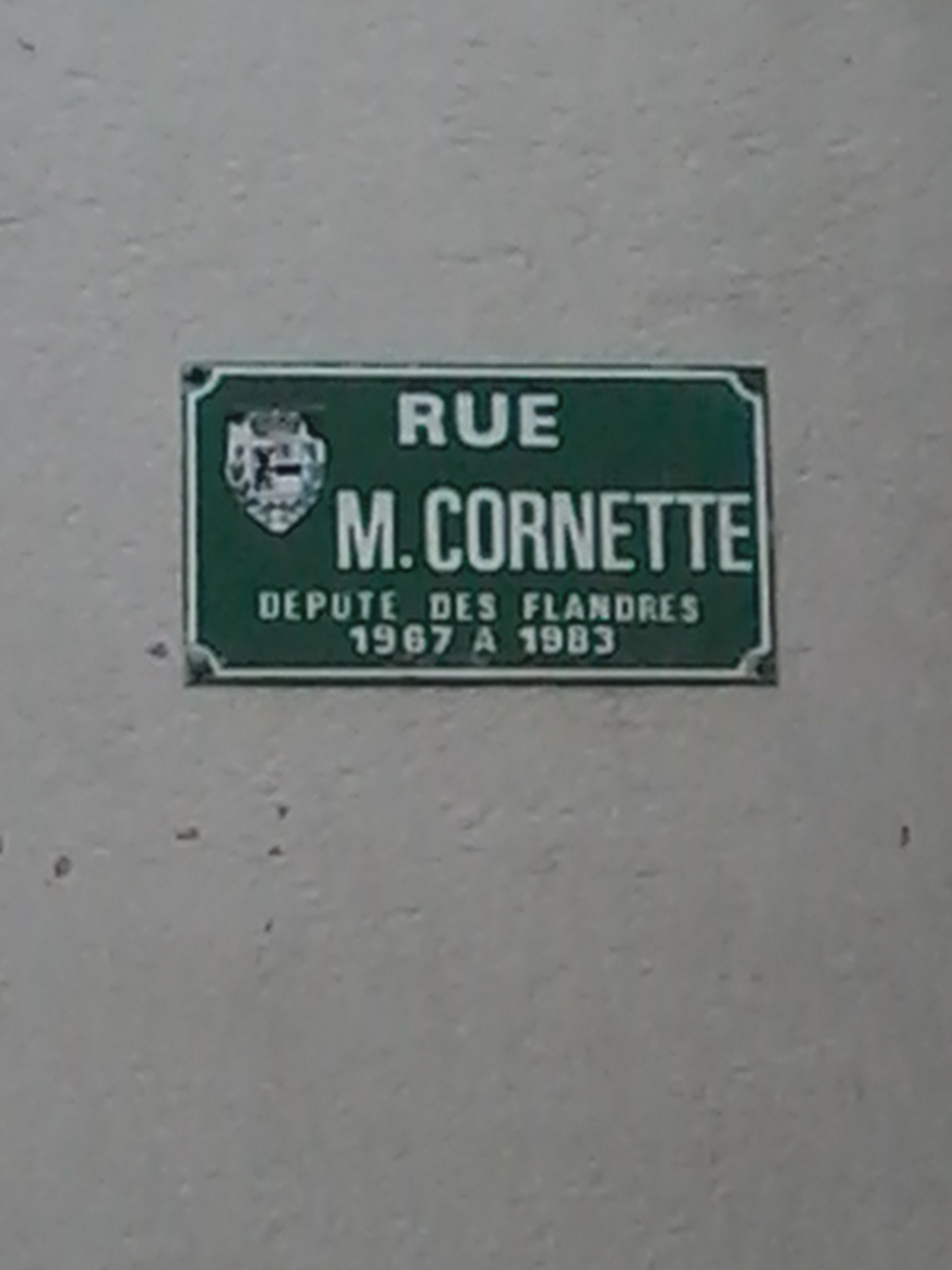
Rue Maurice Cornette à Bergues

## Sources
- Commentaires de sa fille Dominique Cornette
- Livre publié en 2018 par Robert Noote (Maurice Cornette - Député de Bergues,  (ISBN 978-2-9536551-5-5))